# Liste der Arbeitslager in Ningxia
Umerziehung durch Arbeit ist ein System von Arbeitslagern in der Volksrepublik China.
Diese Liste führt solche Arbeitslager in der Region Ningxia auf.
| Bezeichnung                                   | Unternehmensbezeichnung | Stadt/Kreis | Dorf/Stadt/Distrikt | Gründungsjahr | Bemerkungen                                             |
| --------------------------------------------- | ----------------------- | ----------- | ------------------- | ------------- | ------------------------------------------------------- |
| Umerziehung durch Arbeit der Autonomen Region |                         | Wuzhong     |                     |               | Hieß früher Umerziehung durch Arbeit Lingwu Baitugangzi |
| Umerziehung durch Arbeit Shizuishan           |                         | Shizuishan  |                     |               |                                                         |
| Umerziehung durch Arbeit Xincheng             |                         | Yinchuan    |                     |               |                                                         |

## Quelle
- Laogai Handbook (2007–2008). (PDF; 3,5 MB) The Laogai Research Foundation, 2008, abgerufen am 10. Januar 2011.